# Albacete Fútbol Sala
El Albacete Fútbol Sala es un equipo de fútbol sala con sede en la ciudad española de Albacete. Fue fundado el 23 de agosto de 1984. Tras haber militado en la Primera División de fútbol sala, máxima categoría en España, actualmente compite en la Segunda División B

## Historia
No sería hasta a partir de la temporada 1992/93 cuando comienza a competir en la L.N.F.S., en Primera División “B”, consiguiendo el ascenso a Primera “A”. La campaña siguiente, la 1993/94, consigue nuevamente escalar otra categoría, y asciende a División de Plata (Actual Segunda División).
Así mismo, desde la temporada 1994/95 encadena once campañas consecutivas en División de Plata, quedando casi siempre entre los cuatro primeros clasificados. 
En la temporada 2003/04 consigue quedar campeón de División de Plata, pero no pudo alcanzar el ascenso a División de Honor pues cayó en la eliminatoria definitiva frente al Benicarló FS, dado que el sistema de ascenso por play-off de aquel entonces, no permitía los ascensos directos.

### Ascenso a División de Honor
Este hito lo lograría la temporada siguiente, la 2004/05, en la que quedó nuevamente campeón de su Grupo. En primera ronda eliminatoria de play off eliminó al Leis Pontevedra FS y en la definitiva se deshizo del Burela Pescados Rubén, logrando el ascenso a la máxima categoría.
No obstante, su paso por la División de Honor fue efímero, pues en su primera temporada en dicha categoría, la 2005/06, no pudo evitar el descenso de nuevo a Plata.
En la siguiente, la 2006/07, nuevamente en División de Plata, intentó con gran empeño su retorno a la máxima categoría, y tras quedar tercer clasificado de su Grupo en la liga regular, en los play off de ascenso cayó eliminado en primera ronda por el Fisiomedia Manacor.

### Descenso a Nacional A
La fuerte inversión económica realizada para intentar el ascenso, sin conseguirlo, dio lugar a un reajuste presupuestario en las siguientes temporadas, recurriendo a una decidida apuesta por la cantera, logrando en todas ellas (en total tres) la permanencia en la categoría sin demasiados problemas. 
En la temporada 2010/11, se realiza la unificación de todos los grupos de División de Plata, no pudiendo así evitar el descenso de categoría a Primera Nacional A.

### Ascenso fallido a Division de Plata
El equipo manchego visitaba la ciudad de Caceres para disputar el primer encuentro de los playoffs, de la primera ronda de los playoffs nombrados anteriormente, en la ciudad deportiva de Caceres, el dia 13 de mayo de 2023.
El encuentro de Ida terminó 5-4 para el Cáceres Universidad, y en el encuentro de vuelta, disputado en el Pabellon Polideportivo Cocheras, en Albacete, les saldría todo a cruz, al perder 1-7 de nuevo contra el Cáceres Universidad.